# Ronde van de Toekomst 1980
De Ronde van de Toekomst 1980 (Frans: Tour de l'Avenir 1980) werd gehouden van 8 tot en met 21 september in Frankrijk.
Er werd uitsluitend in het oosten en zuidoosten van Frankrijk gekoerst; de start vond plaats in Divonne-les-Bains in het departement Ain en de finish was eveneens in Divonne-les-Bains. Onderweg werd nogmaals Divonne-les-Bains aangedaan. Het eerste deel was voornamelijk een heuvelachtig parcours, de laatste etappes gingen over bergachtig terrein. Deze ronde bestond uit een proloog en twaalf etappes waarvan twee etappes in twee delen op één dag werden gereden. De tweede etappe deel 2 was een ploegentijdrit,  de zesde een individuele tijdrit. Op 13 september was een rustdag.

## Bijzonderheden
- Aan deze ronde deden uitsluitend landenploegen mee.
- De winnaar van deze editie, de Colombiaan Alfonso Flóres, werd in april 1992 in zijn woonplaats Medelin op straat doodgeschoten. Vermoedelijk was er sprake van een afrekening in de criminele sfeer.
- Na zijn winst in de editie 1980 werd Alfonso Flores als een held ontvangen in zijn geboorteland Colombia.

## Etappe-overzicht
| etappe         | datum        | start                      | finish                   | afstand  | winnaar                  | klassementsleider    |
| -------------- | ------------ | -------------------------- | ------------------------ | -------- | ------------------------ | -------------------- |
| proloog        | 8 september  | Divonne-les-Bains          | Divonne-les-Bains        | 4,2 km   | Gerrit Van Gestel        | Gerrit Van Gestel    |
| 1e             | 9 september  | Divonne-les-Bains          | Pontarlier               | 138,5 km | Joeri Katsjirin          | Joeri Katsjirin      |
| 2e deel 1      | 10 september | Pontarlier                 | Saint-Germain-du-Bois    | 103 km   | Francis Castaing         | Joeri Katsjirin      |
| 2e deel 2 (pt) | 10 september | Saint-Germain-du-Bois      | Chalon-sur-Saône         | 49,7 km  | Tjechoslowakije          | Jiri Stratilek       |
| 3e             | 11 september | Villié-Morgon              | Saint-Étienne            | 157 km   | Ramazan Galaletdinov     | Ramazan Galaletdinov |
| 4e             | 12 september | Saint-Étienne              | Villeneuve               | 171 km   | Rikho Souun              | Joeri Barinov        |
| 5e             | 14 september | Saint-Trivier-sur-Moignans | Divonne-les-Bains        | 179 km   | Krzsysztof Sujka         | Alfonso Flóres       |
| 6e (it)        | 15 september | Divonne-les-Bains          | Divonne-les-Bains        | 23,5 km  | Regis Clere              | Alfonso Flóres       |
| 7e             | 16 september | Divonne-les-Bains          | Morzine                  | 126,5 km | José Patrocinio Jiménez  | Alfonso Flóres       |
| 8e             | 17 september | Morzine                    | Morzine                  | 109,5 km | Sergej Soechoroetsjenkov | Alfonso Flóres       |
| 9e             | 18 september | Morzine                    | La Clusaz                | 133,5 km | Joeri Barinov            | Alfonso Flóres       |
| 10e            | 19 september | La Clusaz                  | Saint-Julien-en-Genevois | 117 km   | Joeri Barinov            | Alfonso Flóres       |
| 11e deel 1     | 20 september | Saint-Julien-en-Genevois   | Grand Colombier          | 77 km    | Sergej Soechoroetsjenkov | Alfonso Flóres       |
| 11e deel 2     | 20 september | Champagne                  | Ville-la-Grand           | 153,5 km | Joeri Barinov            | Alfonso Flóres       |
| 12e            | 21 september | Ville-la-Grand             | Divonne-les-Bains        | 91 km    | Philippe Martinez        | Alfonso Flóres       |

## Eindklassementen

### Algemeen klassement
| rang | renner                   | land        | tijd        |
| ---- | ------------------------ | ----------- | ----------- |
| 1    | Alfonso Flóres           | Colombia    | 41u 04' 58" |
| 2    | Sergej Soechoroetsjenkov | Sovjet-Unie | op 3' 10"   |
| 3    | Joeri Katsjirin          | Sovjet-Unie | op 4' 28"   |
| 4    | Jiri Skoda               | Tsjechië    | op 5' 29"   |
| 5    | Joeri Barinov            | Sovjet-Unie | op 8' 54"   |
| 6    | José Patrocinio Jiménez  | Colombia    | op 9' 15"   |
| 7    | Ramazan Galaletdinov     | Sovjet-Unie | op 10' 31"  |
| 8    | Antonio Coelho           | Portugal    | op 12' 40"  |
| 9    | Frédéric Vichot          | Frankrijk   | op 13' 27"  |
| 10   | Czeslaw Lang             | Polen       | op 14' 27"  |
| 15   | Leo Wellens              | België      | op 24' 13"  |

### Puntenklassement
| rang | renner          | land        | tijd |
| ---- | --------------- | ----------- | ---- |
| 1    | Joeri Barinov   | Sovjet-Unie | 95 p |
| 2    | Alexej Averin   | Sovjet-Unie | 79 p |
| 3    | Frédéric Vichot | Sovjet-Unie | 61 p |

### Bergklassement
| rang | renner                   | land        | tijd  |
| ---- | ------------------------ | ----------- | ----- |
| 1    | Ramazan Galaletdinov     | Sovjet-Unie | 118 p |
| 2    | Sergej Soechoroetsjenkov | Sovjet-Unie | 105 p |
| 3    | José Patrocinio Jiménez  | Colombia    | 86 p  |